# Campeonato Mundial de Fórmula 1 de 2017
O Campeonato Mundial de Fórmula 1 da FIA de 2017 foi a 68ª temporada do Campeonato Mundial de Fórmula 1 da FIA. Com a saída do Grande Prêmio da Alemanha, a temporada teve vinte etapas. Iniciou-se em 26 de março de 2017 em Melbourne (Austrália) e terminou em Abu Dhabi (Emirados Árabes Unidos) no dia 26 de novembro. A equipe Mercedes foi a campeã de equipe de construtores no Grande Prêmio dos Estados Unidos e também campeã de pilotos com o britânico Lewis Hamilton, que conquistou o tetracampeonato mundial no Grande Prêmio do México. O também tetracampeão, o alemão Sebastian Vettel foi vice-campeão.

## Pilotos e equipes
Os três primeiros colocados da temporada 2017:
| Campeão        | Vice-campeão     | Terceiro lugar  |
| -------------- | ---------------- | --------------- |
|                |                  |                 |
| Lewis Hamilton | Sebastian Vettel | Valtteri Bottas |
| Mercedes       | Ferrari          | Mercedes        |

Equipes e pilotos que participam da temporada 2017:
| Equipe                          | Construtor                | Chassi(s)        | Unidade de potência         | Pneu | N° | Pilotos             | Rodada       |       | Nu.                              | Pilotos de treinos livres |
| ------------------------------- | ------------------------- | ---------------- | --------------------------- | ---- | -- | ------------------- | ------------ | ----- | -------------------------------- | ------------------------- |
| Scuderia Ferrari                | Ferrari                   | SF70H            | Ferrari 062                 | P    | 5  | Sebastian Vettel    | 1–20         | —     | —                                |                           |
| Scuderia Ferrari                | Ferrari                   | SF70H            | Ferrari 062                 | P    | 7  | Kimi Räikkönen      | 1–20         | —     | —                                |                           |
| Sahara Force India F1 Team      | Force India-Mercedes      | VJM10            | Mercedes-AMG M08 EQ Power+  | P    | 11 | Sergio Pérez        | 1–20         | 34 35 | Alfonso Celis Jr. George Russell |                           |
| Sahara Force India F1 Team      | Force India-Mercedes      | VJM10            | Mercedes-AMG M08 EQ Power+  | P    | 31 | Esteban Ocon        | 1–20         | 34 35 | Alfonso Celis Jr. George Russell |                           |
| Haas F1 Team                    | Haas-Ferrari              | VF-17            | Ferrari 062                 | P    | 8  | Romain Grosjean     | 1–20         | 50    | Antonio Giovinazzi               |                           |
| Haas F1 Team                    | Haas-Ferrari              | VF-17            | Ferrari 062                 | P    | 20 | Kevin Magnussen     | 1–20         | 50    | Antonio Giovinazzi               |                           |
| McLaren Honda Formula 1 Team    | McLaren-Honda             | MCL32            | Honda RA617H                | P    | 2  | Stoffel Vandoorne   | 1–20         | —     | —                                |                           |
| McLaren Honda Formula 1 Team    | McLaren-Honda             | MCL32            | Honda RA617H                | P    | 14 | Fernando Alonso     | 1–5, 7–20    | —     | —                                |                           |
| McLaren Honda Formula 1 Team    | McLaren-Honda             | MCL32            | Honda RA617H                | P    | 22 | Jenson Button2      | 6            | —     | —                                |                           |
| Mercedes AMG Petronas Motosport | Mercedes                  | F1 W08 EQ Power+ | Mercedes-AMG M08 EQ Power+  | P    | 44 | Lewis Hamilton      | 1–20         | —     | —                                |                           |
| Mercedes AMG Petronas Motosport | Mercedes                  | F1 W08 EQ Power+ | Mercedes-AMG M08 EQ Power+  | P    | 77 | Valtteri Bottas     | 1–20         | —     | —                                |                           |
| Red Bull Racing                 | Red Bull Racing-TAG Heuer | RB13             | TAG Heuer (Renault R.E.17)  | P    | 3  | Daniel Ricciardo    | 1–20         | —     | —                                |                           |
| Red Bull Racing                 | Red Bull Racing-TAG Heuer | RB13             | TAG Heuer (Renault R.E.17)  | P    | 33 | Max Verstappen      | 1–20         | —     | —                                |                           |
| Renault Sport Formula One Team  | Renault                   | R.S.17           | Renault R.E.17              | P    | 27 | Nico Hülkenberg     | 1–20         | 46    | Sergey Sirotkin                  |                           |
| Renault Sport Formula One Team  | Renault                   | R.S.17           | Renault R.E.17              | P    | 30 | Jolyon Palmer       | 1–16         | 46    | Sergey Sirotkin                  |                           |
| Renault Sport Formula One Team  | Renault                   | R.S.17           | Renault R.E.17              | P    | 55 | Carlos Sainz Jr.    | 17-20        | 46    | Sergey Sirotkin                  |                           |
| Sauber F1 Team                  | Sauber-Ferrari            | C36              | Ferrari 061                 | P    | 9  | Marcus Ericsson     | 1–20         | 37    | Charles Leclerc                  |                           |
| Sauber F1 Team                  | Sauber-Ferrari            | C36              | Ferrari 061                 | P    | 36 | Antonio Giovinazzi1 | 1–2          | 37    | Charles Leclerc                  |                           |
| Sauber F1 Team                  | Sauber-Ferrari            | C36              | Ferrari 061                 | P    | 94 | Pascal Wehrlein     | 3–20         | 37    | Charles Leclerc                  |                           |
| Scuderia Toro Rosso             | Scuderia Toro Rosso       | STR12            | Toro Rosso (Renault R.E.17) | P    | 10 | Pierre Gasly4       | 15–16, 18-20 | 38    | Sean Gelael                      |                           |
| Scuderia Toro Rosso             | Scuderia Toro Rosso       | STR12            | Toro Rosso (Renault R.E.17) | P    | 26 | Daniil Kvyat        | 1–14, 17     | 38    | Sean Gelael                      |                           |
| Scuderia Toro Rosso             | Scuderia Toro Rosso       | STR12            | Toro Rosso (Renault R.E.17) | P    | 28 | Brendon Hartley5    | 17-20        | 38    | Sean Gelael                      |                           |
| Scuderia Toro Rosso             | Scuderia Toro Rosso       | STR12            | Toro Rosso (Renault R.E.17) | P    | 39 | Brendon Hartley5    | 17-20        | 38    | Sean Gelael                      |                           |
| Scuderia Toro Rosso             | Scuderia Toro Rosso       | STR12            | Toro Rosso (Renault R.E.17) | P    | 55 | Carlos Sainz Jr.    | 1–16         | 38    | Sean Gelael                      |                           |
| Williams Martini Racing         | Williams-Mercedes         | FW40             | Mercedes-AMG M08 EQ Power+  | P    | 18 | Lance Stroll        | 1–20         | —     | —                                | —                         |
| Williams Martini Racing         | Williams-Mercedes         | FW40             | Mercedes-AMG M08 EQ Power+  | P    | 19 | Felipe Massa        | 1–10, 12-20  | —     | —                                | —                         |
| Williams Martini Racing         | Williams-Mercedes         | FW40             | Mercedes-AMG M08 EQ Power+  | P    | 40 | Paul di Resta3      | 11           | —     | —                                | —                         |
| Fonte:                          |                           |                  |                             |      |    |                     |              |       |                                  |                           |

### Mudança nas equipes
- No início de janeiro de 2017, a empresa que operava a Manor Racing, a Just Racing Services, foi colocada em administração judicial[43] e, em 27 de janeiro do mesmo ano, a equipe encerrou suas atividades e informou que não participaria da temporada de 2017.[44] Em última análise, a empresa foi fechada inteiramente, depois que os administradores não conseguiram encontrar um comprador para a equipe.[45]

- A Sauber usou unidades de potência Ferrari de 2016, refletindo o acordo entre a Ferrari e a Scuderia Toro Rosso em 2016.[30]

- A Toro Rosso voltou a utilizar as unidades de potência Renault em 2017, após ter usado propulsores Ferrari de 2015 em 2016.[46] A equipe já havia utilizado as unidades da Renault em 2014 e 2015 antes do rompimento da relação entre a Renault e a equipe irmã Red Bull Racing, levando a Toro Rosso a procurar um fornecedor alternativo.[47][48]

### Mudança nos pilotos
- O Campeão da temporada 2015 da GP2, Stoffel Vandoorne se junta a McLaren como segundo piloto. Vandoorne já havia pilotado em uma corrida para a equipe em 2016, quando ele substituiu o lesionado Fernando Alonso. Vandoorne substituiu Jenson Button, que deixou a função de piloto titular, mas permaneceu com a equipe em um papel de piloto reserva.

- Nico Hulkenberg deixou a equipe Force India e mudou-se para a equipe Renault. Para seu lugar na equipe indiana, foi contratado o francês Esteban Ocon, que correu pela Manor em 2016.

- Pascal Wehrlein, no qual pilotava pela Manor em 2016, foi para a Sauber para a temporada de 2017, substituindo o brasileiro Felipe Nasr, quem pilotou para a equipe suíça em 2015 e 2016.

- Kevin Magnussen acerta com a Haas para pilotar em 2017 no lugar de Esteban Gutiérrez.

- Nico Rosberg anunciou a sua aposentadoria depois de conquistar o título em 2016.

- Valtteri Bottas assume a vaga deixada por Nico Rosberg na Mercedes. Felipe Massa volta da aposentadoria para o lugar deixado por Valtteri na Williams e se junta com o estreante, Lance Stroll.

- ↑1  Pascal Wehrlein ficou de fora dos GPs da Austrália e da China. Em comunicado, o piloto alemão afirmou que não se sentia apto fisicamente para encarar toda a duração da primeira prova do calendário da Fórmula 1, uma vez que sofreu um forte acidente durante a Corrida dos Campeões, disputada em janeiro nos Estados Unidos. O italiano Antonio Giovinazzi, vice-campeão da GP2 Series em 2016, foi o substituto de Wehrlein na Sauber na corrida, fazendo sua estreia na F1,[49] ao lado de Marcus Ericsson, pela equipe Sauber. Na etapa seguinte, o GP da China, Giovinazzi novamente substituiu Wehrlein, que ainda não havia se recuperado totalmente à época.[50]

- ↑2  Em meados de abril, a McLaren anunciou que retornaria a disputar as 500 Milhas de Indianápolis e que seria representada por Fernando Alonso, titular da equipe na Fórmula 1. Alonso ficou de fora do GP de Mônaco, pois as duas corridas foram disputadas no mesmo dia. O substituto do espanhol foi o britânico Jenson Button.[51][52]

- ↑3  Pela primeira vez em quase 35 anos — desde o boicote de Nelson Piquet, Chico Serra e Raul Boesel à FISA, em San Marino — a Fórmula 1 realizou uma corrida sem um piloto brasileiro no grid. Felipe Massa, que havia se sentido mal após o segundo treino livre para o GP da Hungria, ainda na sexta-feira (28 de maio de 2017), voltou a sentir um mal-estar no sábado, na última atividade antes do treino classificatório. Assim, o paulista decidiu em conjunto com a Williams não participar da definição do grid, já que esta era uma prova de muito desgaste físico, o que fica ainda mais latente com as altas temperaturas do verão no país europeu. Consequentemente, Massa não participou da corrida no domingo, em Budapeste, dando lugar ao reserva da equipe britânica, Paul di Resta, que naquela época corria pela Mercedes na DTM (categoria alemã de turismo). Apesar de treinar em simuladores da equipe de Grove, Di Resta nunca havia guiado o carro de 2017, tendo pilotado um F1 pela última vez no GP do Brasil de 2013, quando era titular da Force India.[53]

- ↑4  A Scuderia Toro Rosso efetivou Pierre Gasly no lugar de Daniil Kvyat a partir do GP da Malásia, o piloto francês, campeão da GP2 em 2016, teve sua primeira chance em um GP de Fórmula 1. O chefe da Toro Rosso disse que Kvyat "não mostrou seu verdadeiro potencial" nesta temporada.[54]

- ↑5  Brendon Hartley fez sua estreia na Fórmula 1 no GP dos Estados Unidos. Ele substituiu Pierre Gasly, que tinha compromissos na Super Fórmula, categoria japonesa que teve sua etapa final. A outra Toro Rosso foi pilotada por Daniil Kvyat, que retornou à categoria, após a ida de Carlos Sainz Jr. para a Renault, no lugar de Jolyon Palmer.[55]

## Calendário
Confira o calendário oficial da temporada 2017 da Fórmula 1:
| Grande Prêmio | Grande Prêmio                    | Circuito                                       | Data           |
| ------------- | -------------------------------- | ---------------------------------------------- | -------------- |
| 1             | Grande Prêmio da Austrália       | Circuito de Albert Park, Melbourne             | 26 de março    |
| 2             | Grande Prêmio da China           | Circuito Internacional de Xangai, Xangai       | 9 de abril     |
| 3             | Grande Prêmio do Barém           | Circuito Internacional do Barém, Sakhir        | 16 de abril    |
| 4             | Grande Prêmio da Rússia          | Autódromo de Sochi, Sóchi                      | 30 de abril    |
| 5             | Grande Prêmio da Espanha         | Circuito de Barcelona-Catalunha, Barcelona     | 14 de maio     |
| 6             | Grande Prêmio de Mônaco          | Circuito de Monte Carlo, Monte Carlo           | 28 de maio     |
| 7             | Grande Prêmio do Canadá          | Circuito Gilles Villeneuve, Montreal           | 11 de junho    |
| 8             | Grande Prêmio do Azerbaijão      | Circuito Urbano de Bacu, Bacu                  | 25 de junho    |
| 9             | Grande Prêmio da Áustria         | Red Bull Ring, Spielberg                       | 9 de julho     |
| 10            | Grande Prêmio da Grã-Bretanha    | Circuito de Silverstone, Silverstone           | 16 de julho    |
| 11            | Grande Prêmio da Hungria         | Hungaroring, Budapeste                         | 30 de julho    |
| 12            | Grande Prêmio da Bélgica         | Spa-Francorchamps, Stavelot                    | 27 de agosto   |
| 13            | Grande Prêmio da Itália          | Circuito de Monza, Monza                       | 3 de setembro  |
| 14            | Grande Prêmio de Singapura       | Circuito Urbano de Marina Bay, Singapura       | 17 de setembro |
| 15            | Grande Prêmio da Malásia         | Circuito Internacional de Sepang, Kuala Lumpur | 1 de outubro   |
| 16            | Grande Prêmio do Japão           | Circuito de Suzuka, Suzuka                     | 8 de outubro   |
| 17            | Grande Prêmio dos Estados Unidos | Circuito das Américas, Austin                  | 22 de outubro  |
| 18            | Grande Prêmio do México          | Autódromo Hermanos Rodríguez, Cidade do México | 29 de outubro  |
| 19            | Grande Prêmio do Brasil          | Autódromo de Interlagos, São Paulo             | 12 de novembro |
| 20            | Grande Prêmio de Abu Dhabi       | Circuito de Yas Marina, Abu Dhabi              | 26 de novembro |

### Mudança no calendário
- O evento de Bacu foi renomeado, tornando-se o primeiro Grande Prêmio do Azerbaijão. A corrida anterior no Circuito Urbano de Bacu foi disputada sob a polêmica denominação de Grande Prêmio da Europa em 2016. A data da corrida foi alterada para evitar conflitos com as 24 Horas de Le Mans, que tinha sido uma fonte de controvérsia no Grande Prêmio da Europa de 2016.

- O Autodromo Enzo e Dino Ferrari (mais conhecido como Circuito de Ímola) assinou um acordo com Bernie Ecclestone para sediar um Grande Prêmio em 2017; contudo, o acordo teria que ser ratificado pela Federação Italiana de Automobilismo para que o evento ocorresse e foi omitido do calendário provisório. O circuito sediou o Grande Prêmio da Itália em 1980 e o Grande Prêmio de San Marino de 1981 a 2006. Devido a pandemia de COVID-19, a pista voltou ao calendário em 2020, sediando o Grande Prêmio da Emília-Romanha, tendo se mantido nas temporadas seguintes.

- Há poucas mudanças nas ordens das etapas com relação a 2016 - apenas inversão de ordens entre China e Barém e também entre Malásia e Cingapura.

- O Grande Prêmio da Alemanha foi retirado do calendário depois que os proprietários dos circuitos de Hockenheimring e Nürburgring não puderam concordar com os termos comerciais com a Formula One Management.

### Regulações técnicas
- Os regulamentos técnicos que regem o projeto será revisto com o objetivo de melhorar os tempos de volta por quatro a cinco segundos sobre os de carros de 2016.[57] Destas mudanças serão inclusas:[58]
  - A largura da asa dianteira vai aumentar para 1800 mm (180 cm).
  - A asa traseira será reduzido para 150 mm (15 cm) e sua posição mudou de volta por 200 mm (20 cm).
  - A ponta das tábuas será antecipada para permitir que as equipes tenham mais liberdade para controlar o fluxo de ar.
  - A largura dos pneus dianteiros e traseiros será aumentada para permitir que os carros gerem mais aderência mecânica.
  - O peso mínimo do carro (mais o controlador irá aumentar),com as equipes autorizadas a utilizar 105kg de combustível para ter em conta o aumento de peso mínimo.
- O sistema de token usado para regular unidade de fonte de desenvolvimento em que a unidade de energia foi dividida em áreas individuais, e cada área atribuído um valor de pontos com o desenvolvimento dessas áreas deduzindo pontos de pontos na classificação geral de um fabricante quota-se abandonados.
- Durante um fim de semana de GP, se um piloto precisar de mais de uma peça da unidade de potência, ele estará sujeito a punição. E apenas a última das peças adquiridas poderá ser usada nos eventos seguintes sem punição. Isso se dá para evitar o estoque de peças extras da unidade motriz.
- Restrições serão colocados sobre as dimensões, o peso e os materiais utilizados para construir cada componente individual da unidade de alimentação.
- As equipes serão restritas a quatro unidades de motor por temporada, independentemente do número de Grandes Prêmio na temporada. Nas temporadas anteriores continua uma disposição para uma quinta unidade de potência se o número de Grandes Prêmio em uma temporada passar de vinte, a partir de 2017, esta disposição será abandonada.

- O custo de uma oferta para a unidade de potência será reduzido em R$ 3.658.650 (€ 1.000.000) em 2017 à frente de uma nova redução em 2018.
- Câmaras deixarão de ser permitidas para ser montadas em hastes, localizadas no nariz do carro.
- Para as cinco primeiras corridas de 2017, a seleção normal de pneus feita pelos times não será usada, já que o prazo de escolha acontece antes dos testes de pré-temporada. Para estes cinco eventos a Pirelli alocará dois jogos do composto mais duro, quatro jogos do composto médio e sete jogos do composto mais macio para cada um dos pilotos do grid.

### Regulamentos desportivos
- Fornecedores da unidade de motor terá uma "obrigação de fornecer", determinando que eles fornecem unidades de potência para qualquer equipe sem um acordo. A regra foi introduzida na sequência do fracasso na relação entre Red Bull Racing, equipe irmã da Scuderia Toro Rosso e pôde fornecer Renault no final da temporada de 2015, que deixou ambas as equipas no limbo até terem ofertas de fornecedoras.
- Em um evento cuja corrida seja declarada com chuva, ela deverá começar atrás do carro de segurança e o grid seguirá os procedimentos normais de largada quando as condições forem declaradas satisfatórias. Os pilotos irão alinhar no grid para uma largada estática, com o carro de segurança entrando para o pit lane, embora nenhuma volta completada atrás dele conte para a distância total da corrida.
- Um novo procedimento de largadas na chuva foi definido, com os carros partindo apenas do grid, em vez de largada com safety car liderando uma fila indiana, como já foi visto durante 2016. A partir deste ano, caso haja a necessidade da largada com safety car, o início da prova poderá ser adiado até que exista condições para que os carros larguem da maneira convencional.
- Os pilotos terão de manter os capacetes com a mesma pintura durante toda a temporada da F1 para facilitar o reconhecimento por parte dos espectadores. Contudo, os pilotos poderão mudar radicalmente a pintura para apenas uma corrida especial, como a corrida "em casa" ou a tradicional etapa de Mônaco, por exemplo. O capacete também poderá ser alterado caso os pilotos mudem de equipe durante a temporada.
- A partir de 2017, toda relargada após o período de Safety Car será estática. A regra será adicionada em busca de "melhorar o espetáculo" de acordo com as equipes e Bernie Ecclestone.[59]

## Calendário de lançamento dos carros[60]
| Equipe      | Chassis          | Data            | Local                   | Ref.   |
| ----------- | ---------------- | --------------- | ----------------------- | ------ |
| Williams    | FW40             | 17 de fevereiro | Online                  | [ 61 ] |
| Sauber      | C36              | 20 de fevereiro | Online                  | [ 62 ] |
| Renault     | R.S.17           | 21 de fevereiro | Londres, Inglaterra     | [ 63 ] |
| Force India | VJM10            | 22 de fevereiro | Silverstone, Inglaterra | [ 64 ] |
| Mercedes    | F1 W08 EQ Power+ | 23 de fevereiro | Silverstone, Inglaterra | [ 65 ] |

| Equipe              | Chassis | Data            | Local              | Ref.   |
| ------------------- | ------- | --------------- | ------------------ | ------ |
| Ferrari             | SF70H   | 24 de fevereiro | Maranello, Itália  | [ 66 ] |
| McLaren             | MCL32   | 24 de fevereiro | Woking, Inglaterra | [ 67 ] |
| Red Bull Racing     | RB13    | 26 de fevereiro | Online             | [ 68 ] |
| Haas                | VF-17   | 26 de fevereiro | Online             | [ 69 ] |
| Scuderia Toro Rosso | STR12   | 26 de fevereiro | Barcelona, Espanha | [ 70 ] |

Galeria

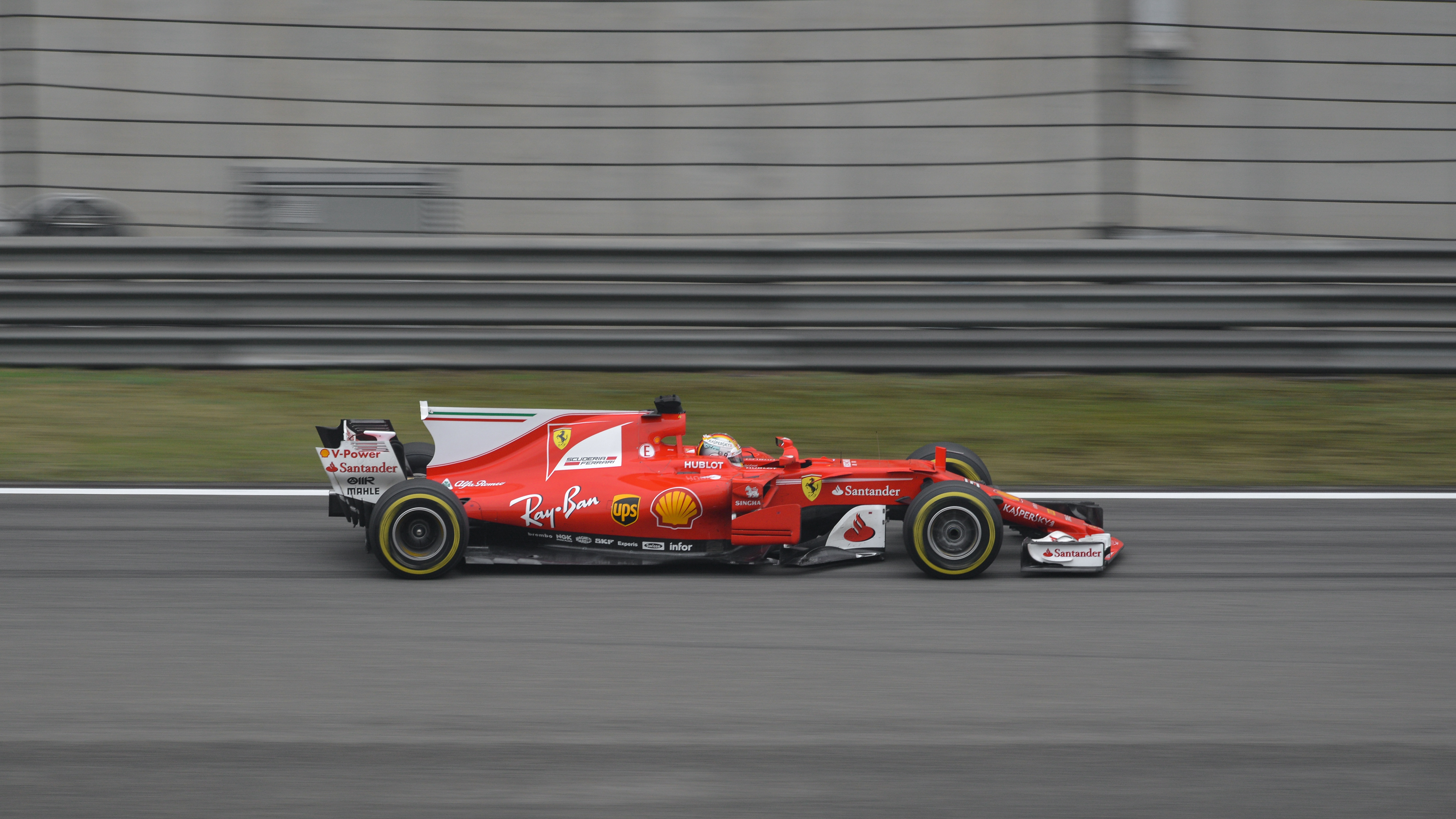
Ferrari
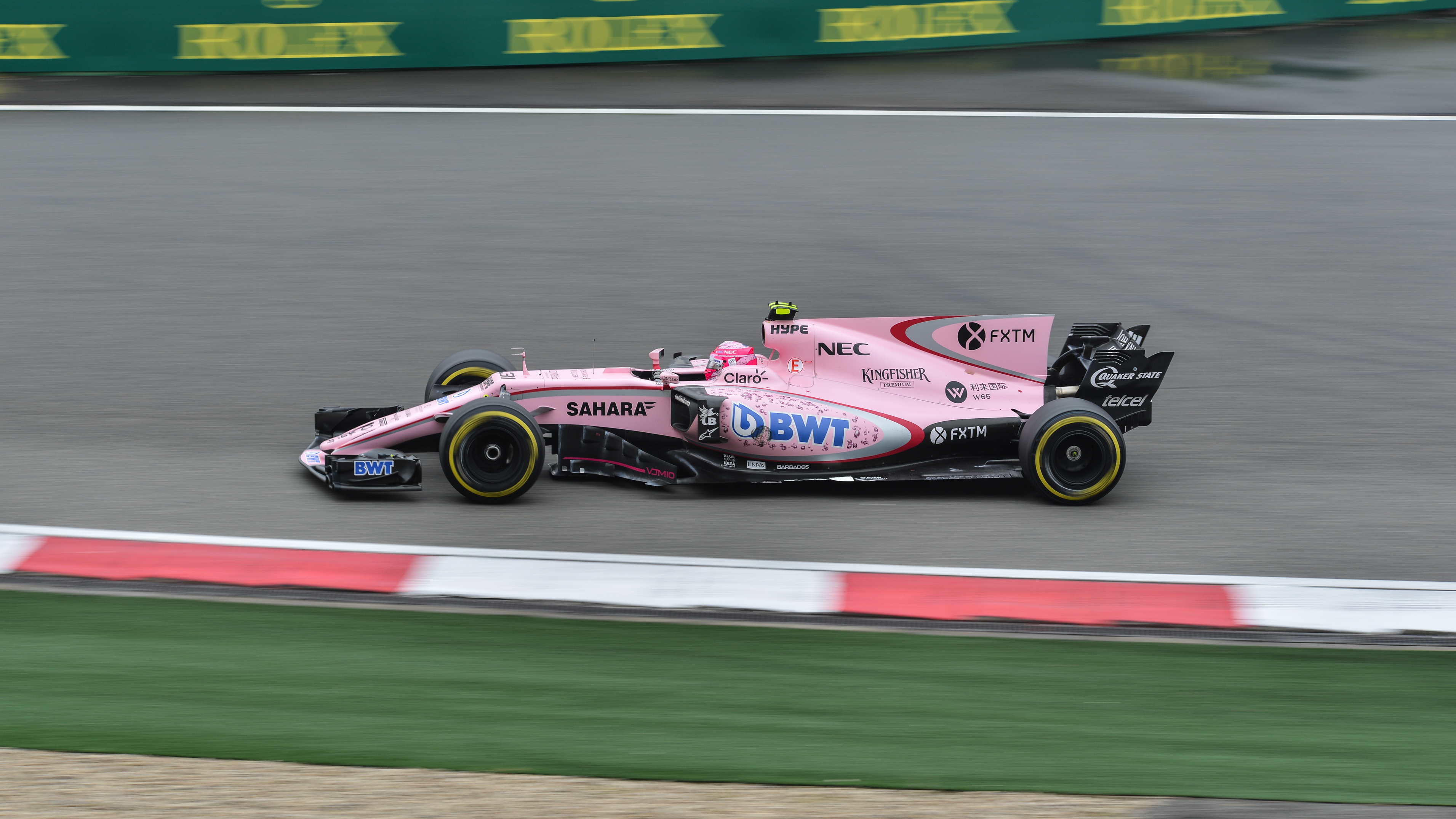
Force India
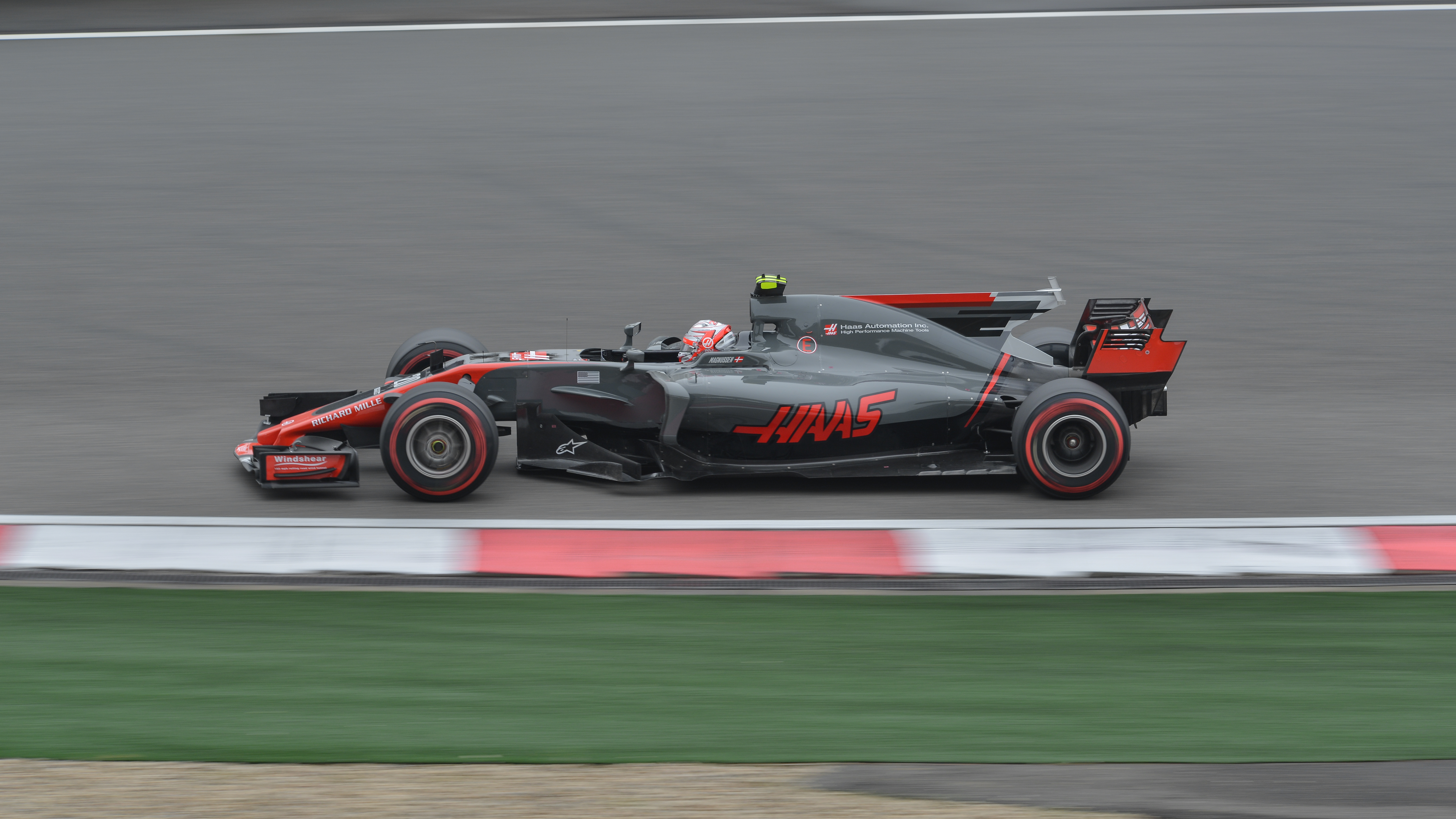
Haas
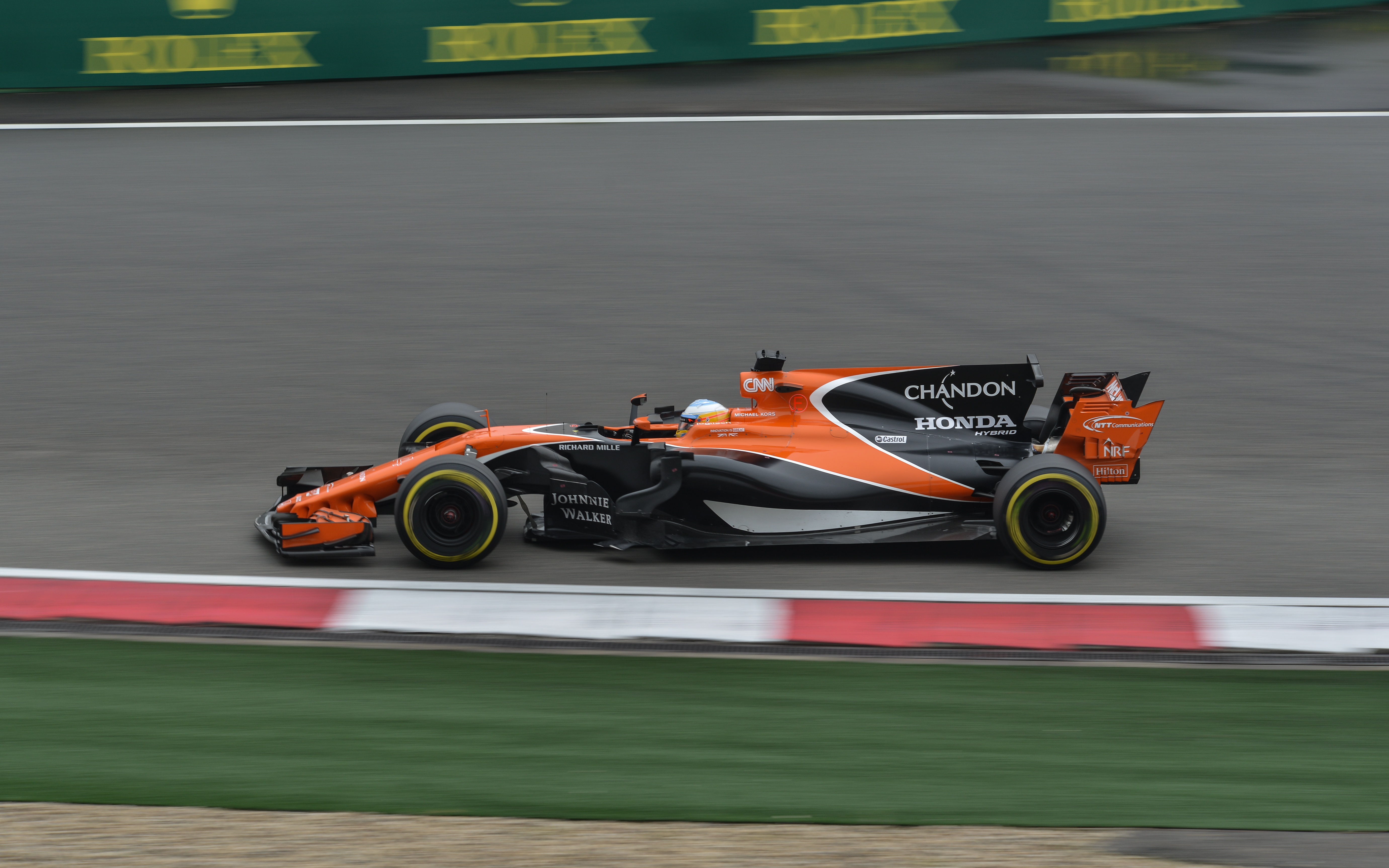
McLaren
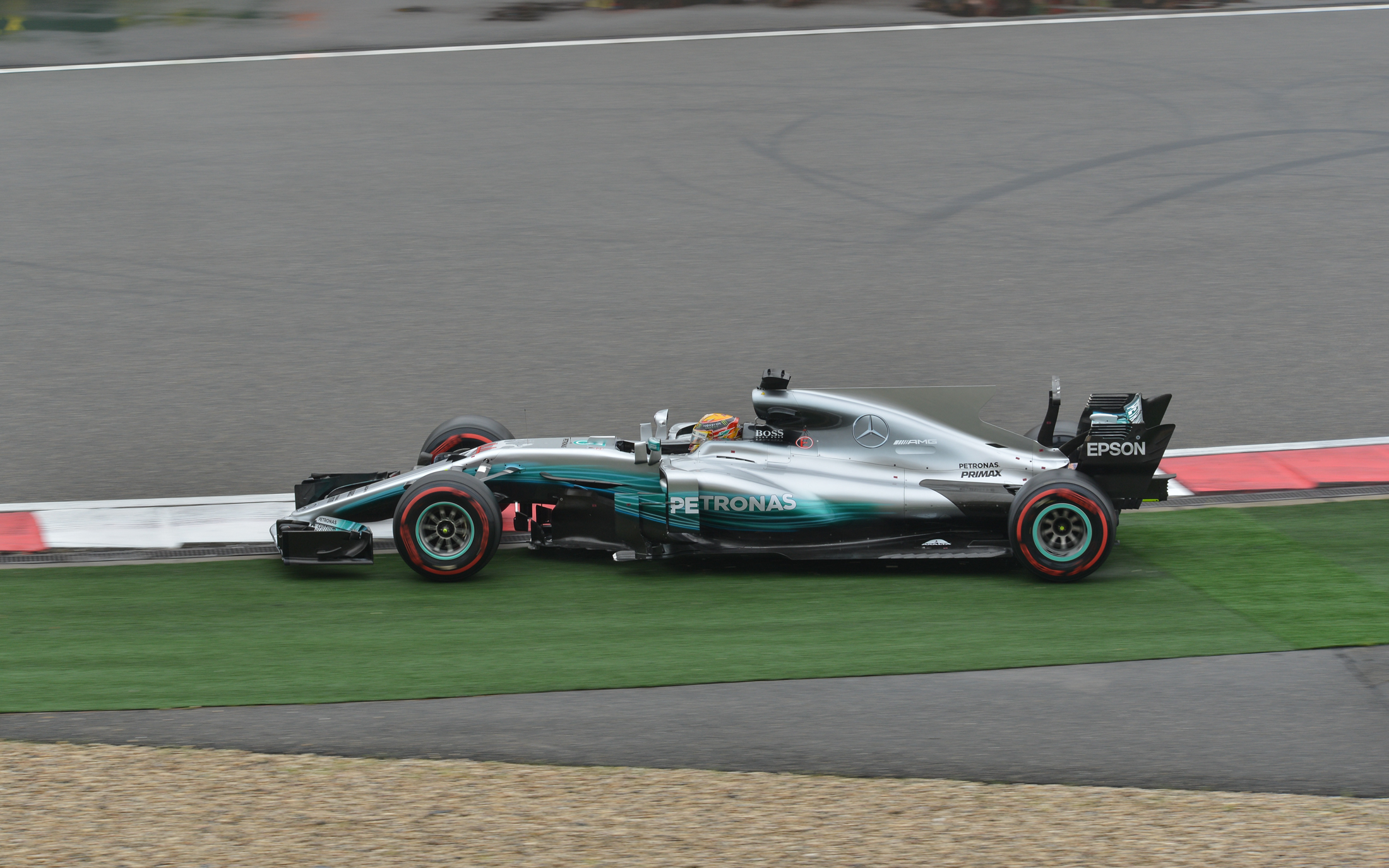
Mercedes
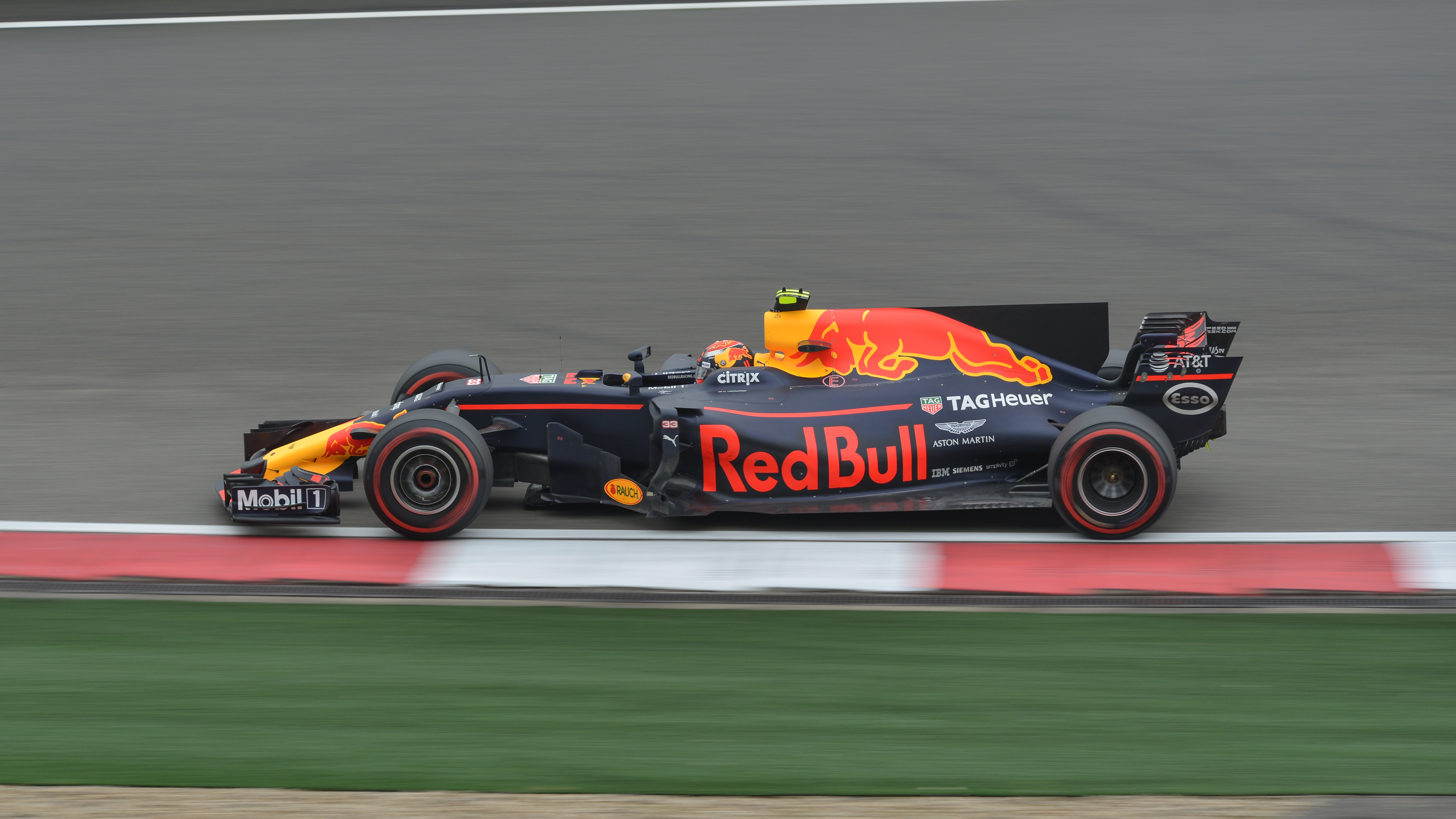
Red Bull Racing
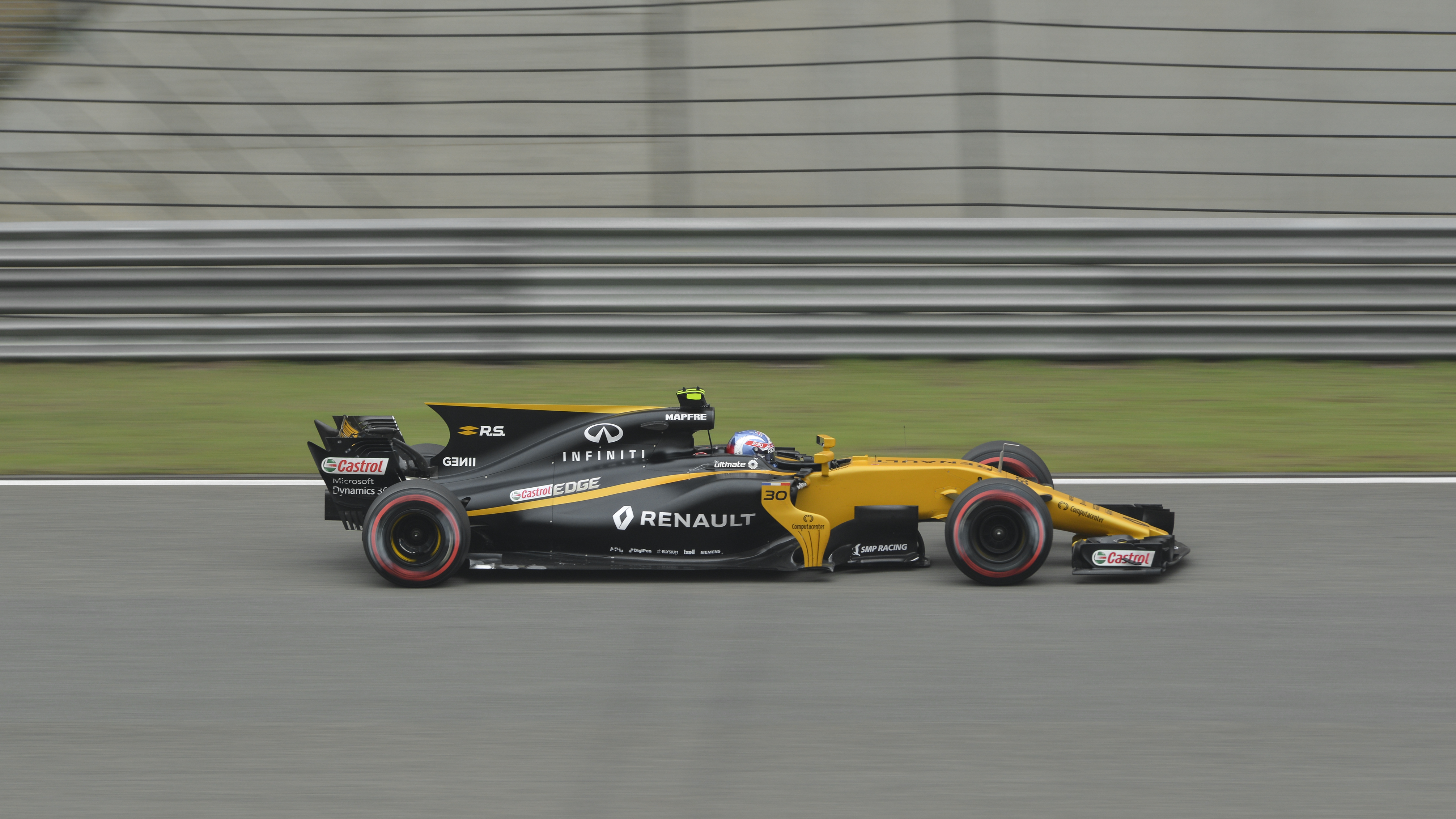
Renault
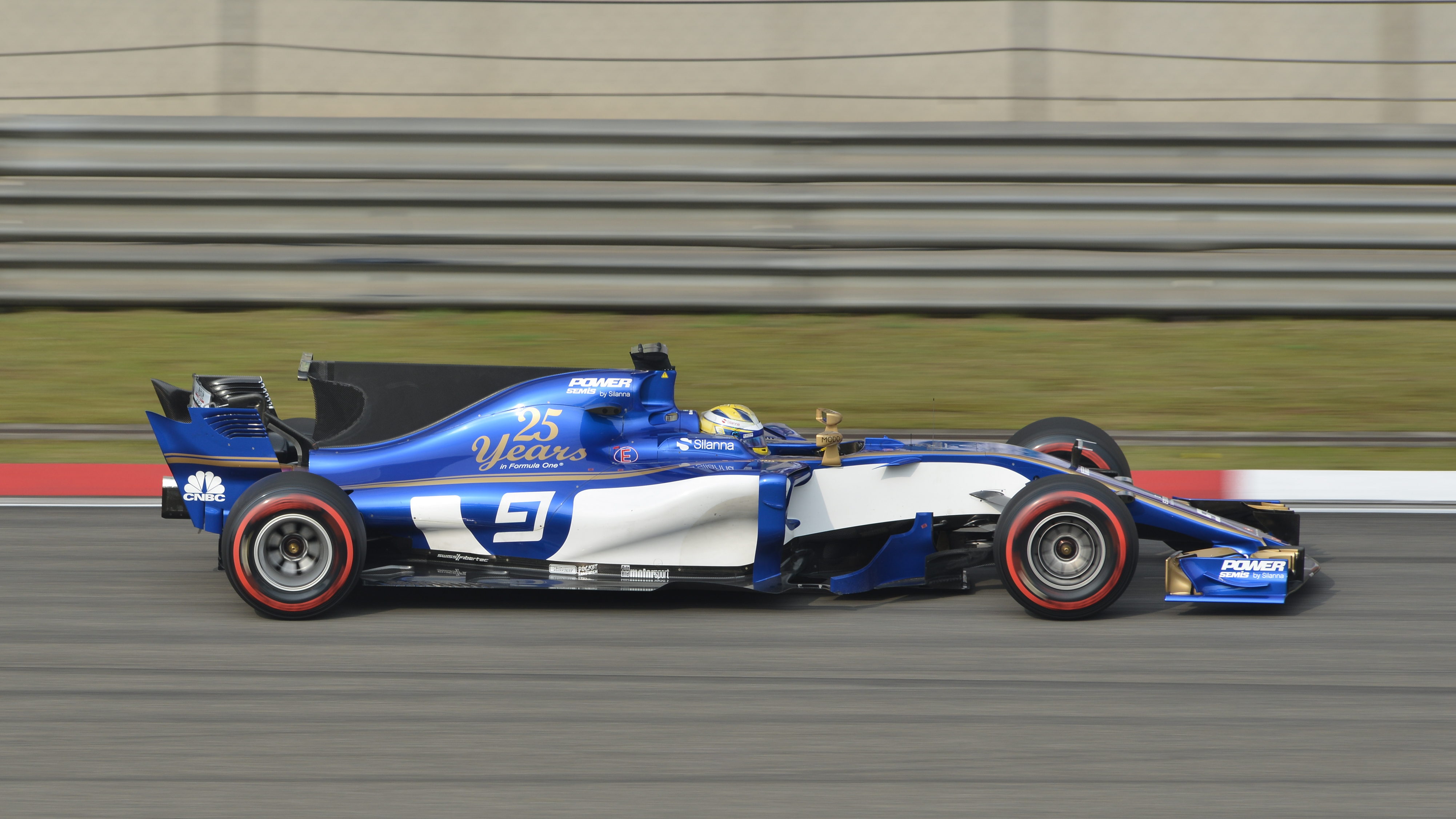
Sauber
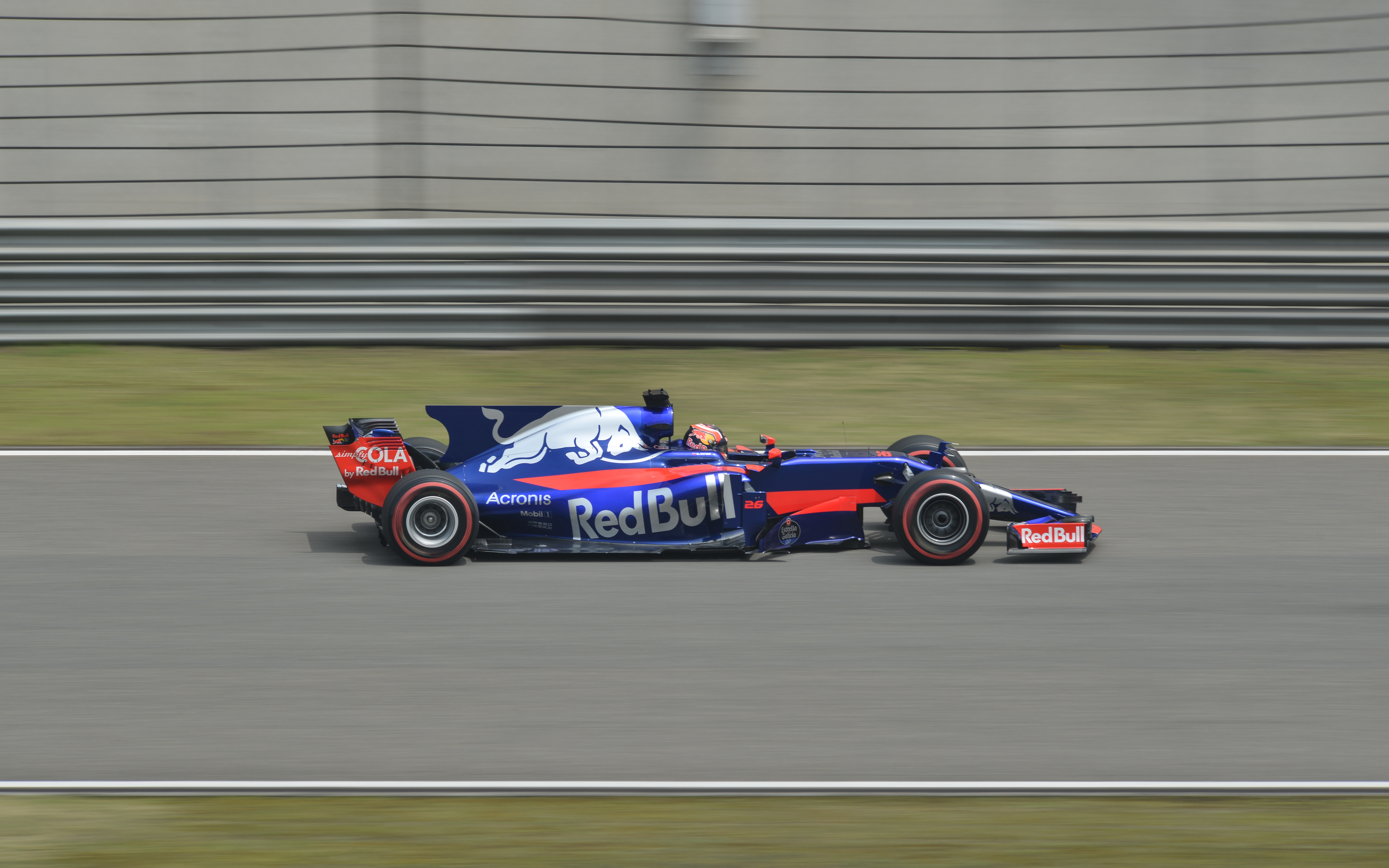
Scuderia Toro Rosso
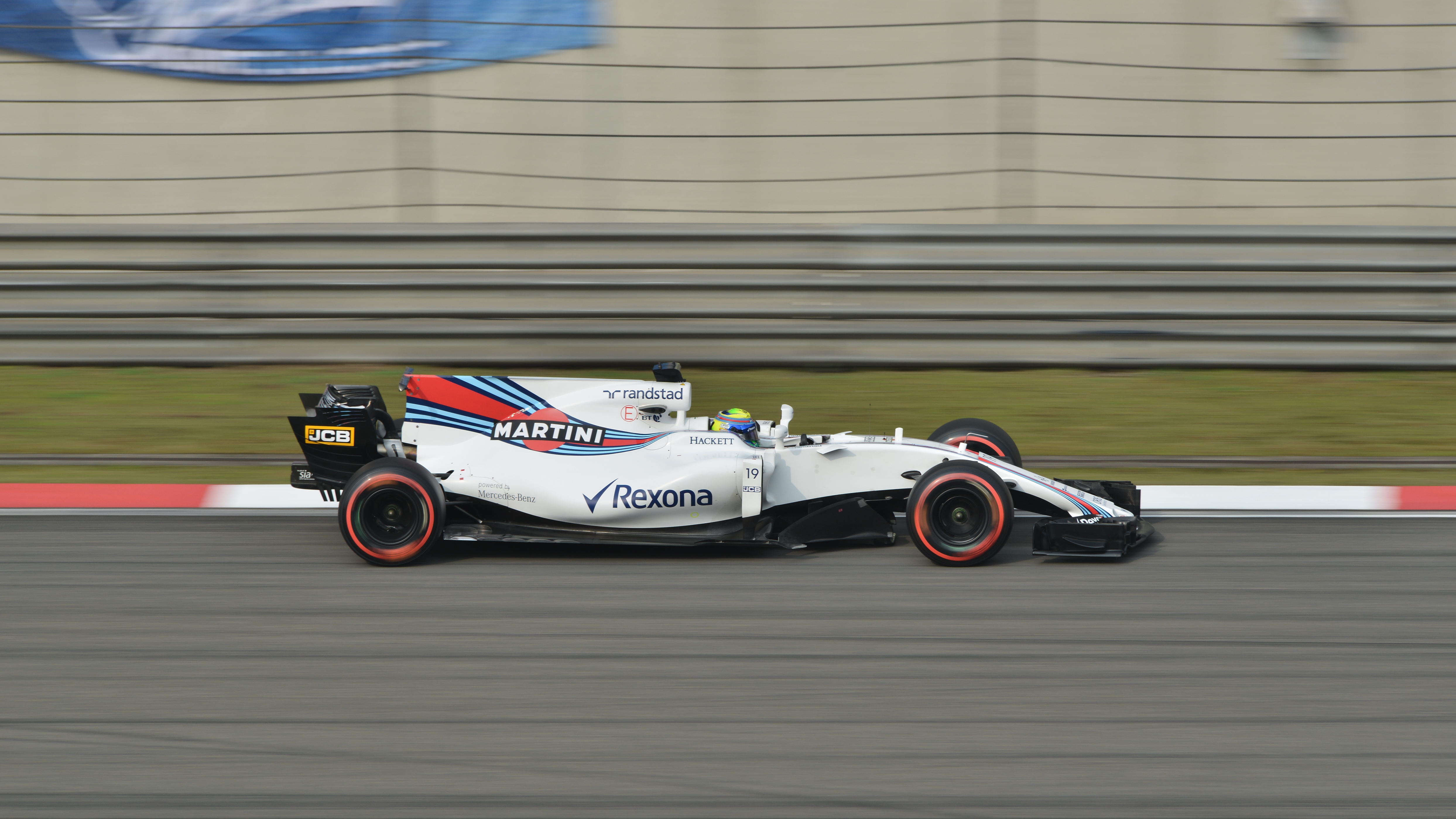
Williams

## Pré-temporada
Os testes de pré-temporada foram realizados nos dias de 27 de fevereiro até 2 de março e de 7 até 10 de março. O circuito escolhido foi novamente o Circuito da Catalunha em Barcelona.
(Em negrito, a volta mais rápida de cada semana)
| N.º | Circuito                                   | Mapa do circuito | Resultados      | Resultados       | Resultados | Resultados   | Resultados | Resultados |
| --- | ------------------------------------------ | ---------------- | --------------- | ---------------- | ---------- | ------------ | ---------- | ---------- |
| 1   | Circuito de Barcelona-Catalunha, Barcelona | Catalunya        | Dia             | Piloto           | Equipe     | Melhor tempo | Voltas     | Ref.       |
| 1   | Circuito de Barcelona-Catalunha, Barcelona | Catalunya        | 27 de fevereiro | Lewis Hamilton   | Mercedes   | 1:21.765     | 73         | [ 72 ]     |
| 1   | Circuito de Barcelona-Catalunha, Barcelona | Catalunya        | 28 de fevereiro | Kimi Räikkönen   | Ferrari    | 1:20.960     | 108        | [ 73 ]     |
| 1   | Circuito de Barcelona-Catalunha, Barcelona | Catalunya        | 1 de março      | Valtteri Bottas  | Mercedes   | 1:19.705     | 75         | [ 74 ]     |
| 1   | Circuito de Barcelona-Catalunha, Barcelona | Catalunya        | 2 de março      | Kimi Räikkönen   | Ferrari    | 1:20.872     | 93         | [ 75 ]     |
| 2   | Circuito de Barcelona-Catalunha, Barcelona | Catalunya        | Dia             | Piloto           | Equipe     | Melhor Tempo | Voltas     | Ref.       |
| 2   | Circuito de Barcelona-Catalunha, Barcelona | Catalunya        | 7 de março      | Felipe Massa     | Williams   | 1:19.726     | 167        | [ 76 ]     |
| 2   | Circuito de Barcelona-Catalunha, Barcelona | Catalunya        | 8 de março      | Valtteri Bottas  | Mercedes   | 1:19.310     | 70         | [ 77 ]     |
| 2   | Circuito de Barcelona-Catalunha, Barcelona | Catalunya        | 9 de março      | Sebastian Vettel | Ferrari    | 1:19.024     | 156        | [ 78 ]     |
| 2   | Circuito de Barcelona-Catalunha, Barcelona | Catalunya        | 10 de março     | Kimi Räikkönen   | Ferrari    | 1:18.634     | 111        | [ 79 ]     |

## Pneus
Desde 2011, a Pirelli tem sido a fornecedora oficial de pneus do campeonato de F1. Para mudança na temporada, os pneus serão mais largos para a temporada 2017; o pneu dianteiro teve a largura de 245mm na temporada de 2016 aumentada para 305mm e o traseiro, de 325mm para 405mm. O diâmetro da roda continua em 13 polegadas.
| Nome do composto | Cor | Banda de rolamento  | Condições de condução | Dry Type                           | Aderência       | Longevidade   |
| ---------------- | --- | ------------------- | --------------------- | ---------------------------------- | --------------- | ------------- |
| Ultramacio       |     | Slick (P Zero™)     | Seco                  | Ultrasoft                          | Mais aderência  | Menos durável |
| Supermacio       |     | Slick (P Zero™)     | Seco                  | Supersoft                          | Médio           | Médio         |
| Macio            |     | Slick (P Zero™)     | Seco                  | Soft                               | Médio           | Médio         |
| Médio            |     | Slick (P Zero™)     | Seco                  | Medium                             | Médio           | Médio         |
| Duro             |     | Slick (P Zero™)     | Seco                  | Hard                               | Menos aderência | Mais durável  |
| Intermediário    |     | Sulcos (Cinturato™) | Molhado               | Intermediate (Água não estagnante) | —               | —             |
| Chuva            |     | Sulcos (Cinturato™) | Molhado               | Wet (Água estagnante)              | —               | —             |

| Compostos    | AUS | CHN | BAR | RUS | ESP | MON | CAN | AZE | AUT | GBR | HUN | BEL | ITA | SIN | MAL | JAP | EUA | MEX | BRA | ABU |
| ------------ | --- | --- | --- | --- | --- | --- | --- | --- | --- | --- | --- | --- | --- | --- | --- | --- | --- | --- | --- | --- |
| Option       | US  | SS  | SS  | US  | S   | US  | US  | SS  | US  | SS  | SS  | US  | SS  | US  | SS  | SS  | US* | US  | SS  | US  |
| Medium       | SS  | S   | S   | SS  | M   | SS  | SS  | S   | SS  | S   | S   | SS  | S   | SS  | S   | S   | SS  | SS  | S   | SS  |
| Prime        | S   | M   | M   | S   | H   | S   | S   | M   | S   | M   | M   | S   | M   | S   | M   | M   | S   | S   | M   | S   |
| Intermediate | I   | I   | I   | I   | I   | I   | I   | I   | I   | I   | I   | I   | I   | I   | I   | I   | I   | I   | I   | I   |
| Wet          | W   | W   | W   | W   | W   | W   | W   | W   | W   | W   | W   | W   | W   | W   | W   | W   | W   | W   | W   | W   |

Legenda:
| Pneu que foi utilizado para o Grande Prêmio. Pneu que não foi utilizado para o Grande Prêmio. |

(*) A Pirelli, fornecedora oficial de pneus da Fórmula 1, trocou a cor dos pneus ultramacios de roxo para rosa neste fim de semana do Grande Prêmio dos Estados Unidos em apoio à campanha sobre prevenção do câncer de mama.

## Resultados e classificação

### Por Grande Prêmio
| Nº | Grande Prêmio                    | Pole Position    | Tempo    | Volta mais rápida | Tempo    | Piloto do dia    | Vencedor         | Equipe                    | Descrição |
| -- | -------------------------------- | ---------------- | -------- | ----------------- | -------- | ---------------- | ---------------- | ------------------------- | --------- |
| 1  | Grande Prêmio da Austrália       | Lewis Hamilton   | 1:22.188 | Kimi Räikkönen    | 1:26.538 | Sebastian Vettel | Sebastian Vettel | Ferrari                   | Descrição |
| 2  | Grande Prêmio da China           | Lewis Hamilton   | 1:31.678 | Lewis Hamilton    | 1:35.378 | Max Verstappen   | Lewis Hamilton   | Mercedes                  | Descrição |
| 3  | Grande Prêmio do Barém           | Valtteri Bottas  | 1:28.769 | Lewis Hamilton    | 1:32.798 | Sebastian Vettel | Sebastian Vettel | Ferrari                   | Descrição |
| 4  | Grande Prêmio da Rússia          | Sebastian Vettel | 1:33.194 | Kimi Räikkönen    | 1:36.844 | Valtteri Bottas  | Valtteri Bottas  | Mercedes                  | Descrição |
| 5  | Grande Prêmio da Espanha         | Lewis Hamilton   | 1:19.149 | Lewis Hamilton    | 1:23.593 | Sebastian Vettel | Lewis Hamilton   | Mercedes                  | Descrição |
| 6  | Grande Prêmio de Mônaco          | Kimi Räikkönen   | 1:12.178 | Sergio Pérez      | 1:14.820 | Sebastian Vettel | Sebastian Vettel | Ferrari                   | Descrição |
| 7  | Grande Prêmio do Canadá          | Lewis Hamilton   | 1:11.459 | Lewis Hamilton    | 1:14.551 | Sebastian Vettel | Lewis Hamilton   | Mercedes                  | Descrição |
| 8  | Grande Prêmio do Azerbaijão      | Lewis Hamilton   | 1:40.593 | Sebastian Vettel  | 1:43.441 | Lance Stroll     | Daniel Ricciardo | Red Bull Racing-TAG Heuer | Descrição |
| 9  | Grande Prêmio da Áustria         | Valtteri Bottas  | 1:04.251 | Lewis Hamilton    | 1:07.411 | Valtteri Bottas  | Valtteri Bottas  | Mercedes                  | Descrição |
| 10 | Grande Prêmio da Grã-Bretanha    | Lewis Hamilton   | 1:26.600 | Lewis Hamilton    | 1:30.621 | Daniel Ricciardo | Lewis Hamilton   | Mercedes                  | Descrição |
| 11 | Grande Prêmio da Hungria         | Sebastian Vettel | 1:16.276 | Fernando Alonso   | 1:20.182 | Kimi Räikkönen   | Sebastian Vettel | Ferrari                   | Descrição |
| 12 | Grande Prêmio da Bélgica         | Lewis Hamilton   | 1:42.553 | Sebastian Vettel  | 1:46.577 | Lewis Hamilton   | Lewis Hamilton   | Mercedes                  | Descrição |
| 13 | Grande Prêmio da Itália          | Lewis Hamilton   | 1:35.554 | Daniel Ricciardo  | 1:23.361 | Daniel Ricciardo | Lewis Hamilton   | Mercedes                  | Descrição |
| 14 | Grande Prêmio de Singapura       | Sebastian Vettel | 1:39.491 | Lewis Hamilton    | 1:45.008 | Lewis Hamilton   | Lewis Hamilton   | Mercedes                  | Descrição |
| 15 | Grande Prêmio da Malásia         | Lewis Hamilton   | 1:30.076 | Sebastian Vettel  | 1:34.080 | Sebastian Vettel | Max Verstappen   | Red Bull Racing-TAG Heuer | Descrição |
| 16 | Grande Prêmio do Japão           | Lewis Hamilton   | 1:27.319 | Valtteri Bottas   | 1:33.144 | Max Verstappen   | Lewis Hamilton   | Mercedes                  | Descrição |
| 17 | Grande Prêmio dos Estados Unidos | Lewis Hamilton   | 1:33.108 | Sebastian Vettel  | 1:37.766 | Max Verstappen   | Lewis Hamilton   | Mercedes                  | Descrição |
| 18 | Grande Prêmio do México          | Sebastian Vettel | 1:16.488 | Sebastian Vettel  | 1:18.785 | Sebastian Vettel | Max Verstappen   | Red Bull Racing-TAG Heuer | Descrição |
| 19 | Grande Prêmio do Brasil          | Valtteri Bottas  | 1:08.322 | Max Verstappen    | 1:11.044 | Lewis Hamilton   | Sebastian Vettel | Ferrari                   | Descrição |
| 20 | Grande Prêmio de Abu Dhabi       | Valtteri Bottas  | 1:36.231 | Valtteri Bottas   | 1:40.650 | Valtteri Bottas  | Valtteri Bottas  | Mercedes                  | Descrição |

### Sistema de pontuação
Os pontos foram concedidos até o décimo colocado.
| Posição | 1º | 2º | 3º | 4º | 5º | 6º | 7º | 8º | 9º | 10º |
| Pontos  | 25 | 18 | 15 | 12 | 10 | 8  | 6  | 4  | 2  | 1   |

### Classificação do Campeonato Mundial de Pilotos
| Pos | Piloto             | Nu. | Equipe (a)  | AUS | CHN | BAR | RUS | ESP | MON | CAN | AZE | AUT | GBR | HUN | BEL | ITA | SIN | MAL | JAP | EUA | MEX | BRA | ABU | Pts |
| --- | ------------------ | --- | ----------- | --- | --- | --- | --- | --- | --- | --- | --- | --- | --- | --- | --- | --- | --- | --- | --- | --- | --- | --- | --- | --- |
| 1   | Lewis Hamilton     | 44  | Mercedes    | 2   | 1   | 2   | 4   | 1   | 7   | 1   | 5   | 4   | 1   | 4   | 1   | 1   | 1   | 2   | 1   | 1   | 9   | 4   | 2   | 363 |
| 2   | Sebastian Vettel   | 5   | Ferrari     | 1   | 2   | 1   | 2   | 2   | 1   | 4   | 4   | 2   | 7   | 1   | 2   | 3   | Ret | 4   | Ret | 2   | 4   | 1   | 3   | 317 |
| 3   | Valtteri Bottas    | 77  | Mercedes    | 3   | 6   | 3   | 1   | Ret | 4   | 2   | 2   | 1   | 2   | 3   | 5   | 2   | 3   | 5   | 4   | 5   | 2   | 2   | 1   | 305 |
| 4   | Kimi Räikkönen     | 7   | Ferrari     | 4   | 5   | 4   | 3   | Ret | 2   | 7   | 14† | 5   | 3   | 2   | 4   | 5   | Ret | NL  | 5   | 3   | 3   | 3   | 4   | 205 |
| 5   | Daniel Ricciardo   | 3   | Red Bull    | Ret | 4   | 5   | Ret | 3   | 3   | 3   | 1   | 3   | 5   | Ret | 3   | 4   | 2   | 3   | 3   | Ret | Ret | 6   | Ret | 200 |
| 6   | Max Verstappen     | 33  | Red Bull    | 5   | 3   | Ret | 5   | Ret | 5   | Ret | Ret | Ret | 4   | 5   | Ret | 10  | Ret | 1   | 2   | 4   | 1   | 5   | 5   | 168 |
| 7   | Sergio Pérez       | 11  | Force India | 7   | 9   | 7   | 6   | 4   | 13  | 5   | Ret | 7   | 9   | 8   | 17† | 9   | 5   | 6   | 7   | 8   | 7   | 9   | 7   | 100 |
| 8   | Esteban Ocon       | 31  | Force India | 10  | 10  | 10  | 7   | 5   | 12  | 6   | 6   | 8   | 8   | 9   | 9   | 6   | 10  | 10  | 6   | 6   | 5   | Ret | 8   | 87  |
| 9   | Carlos Sainz Jr.   | 55  | Toro Rosso  | 8   | 7   | Ret | 10  | 7   | 6   | Ret | 8   | Ret | Ret | 7   | 10  | 14  | 4   | Ret | Ret | —   | —   | —   | —   | 54  |
| 9   | Carlos Sainz Jr.   | 55  | Renault     | —   | —   | —   | —   | —   | —   | —   | —   | —   | —   | —   | —   | —   | —   | —   | —   | 7   | Ret | 11  | Ret | 54  |
| 10  | Nico Hülkenberg    | 27  | Renault     | 11  | 12  | 9   | 8   | 6   | Ret | 8   | Ret | 13  | 6   | 17† | 6   | 13  | Ret | 16  | Ret | Ret | Ret | 10  | 6   | 43  |
| 11  | Felipe Massa       | 19  | Williams    | 6   | 14  | 6   | 9   | 13  | 9   | Ret | Ret | 9   | 10  | Les | 8   | 8   | 11  | 9   | 10  | 9   | 11  | 7   | 10  | 43  |
| 12  | Lance Stroll       | 18  | Williams    | Ret | Ret | Ret | 11  | 16  | 15† | 9   | 3   | 10  | 16  | 14  | 11  | 7   | 8   | 8   | Ret | 11  | 6   | 16  | 18  | 40  |
| 13  | Romain Grosjean    | 8   | Haas        | Ret | 11  | 8   | Ret | 10  | 8   | 10  | 13  | 6   | 13  | Ret | 7   | 15  | 9   | 13  | 9   | 14  | 15  | 15  | 11  | 28  |
| 14  | Kevin Magnussen    | 20  | Haas        | Ret | 8   | Ret | 13  | 14  | 10  | 12  | 7   | Ret | 12  | 13  | 15  | 11  | Ret | 12  | 8   | 16  | 8   | Ret | 13  | 19  |
| 15  | Fernando Alonso    | 14  | McLaren     | Ret | Ret | 14† | NL  | 12  | NP  | 16† | 9   | Ret | Ret | 6   | Ret | 17† | Ret | 11  | 11  | Ret | 10  | 8   | 9   | 17  |
| 16  | Stoffel Vandoorne  | 2   | McLaren     | 13  | Ret | NL  | 14  | Ret | Ret | 14  | 12  | 12  | 11  | 10  | 14  | Ret | 7   | 7   | 14  | 12  | 12  | Ret | 12  | 13  |
| 17  | Jolyon Palmer      | 30  | Renault     | Ret | 13  | 13  | Ret | 15  | 11  | 11  | Ret | 11  | NL  | 12  | 13  | Ret | 6   | 15  | 12  | NP  | NP  | NP  | NP  | 8   |
| 18  | Pascal Wehrlein    | 94  | Sauber      | Les | Les | 11  | 16  | 8   | Ret | 15  | 10  | 14  | 17  | 15  | Ret | 16  | 12  | 17  | 15  | Ret | 14  | 14  | 14  | 5   |
| 19  | Daniil Kvyat       | 26  | Toro Rosso  | 9   | Ret | 12  | 12  | 9   | 14† | Ret | Ret | 16  | 15  | 11  | 12  | 12  | Ret | NP  | NP  | 10  | NP  | NP  | NP  | 5   |
| 20  | Marcus Ericsson    | 9   | Sauber      | Ret | 15  | Ret | 15  | 11  | Ret | 13  | 11  | 15  | 14  | 16  | 16  | 18† | Ret | 18  | Ret | 15  | Ret | 13  | 17  | 0   |
| 21  | Pierre Gasly       | 10  | Toro Rosso  | NP  | NP  | NP  | NP  | NP  | NP  | NP  | NP  | NP  | NP  | NP  | NP  | NP  | NP  | 14  | 13  | NP  | 13  | 12  | 16  | 0   |
| 22  | Antonio Giovinazzi | 36  | Sauber      | 12  | Ret | NP  | NP  | NP  | NP  | NP  | NP  | NP  | NP  | NP  | NP  | NP  | NP  | NP  | NP  | NP  | NP  | NP  | NP  | 0   |
| 23  | Brendon Hartley    | 28  | Toro Rosso  | NP  | NP  | NP  | NP  | NP  | NP  | NP  | NP  | NP  | NP  | NP  | NP  | NP  | NP  | NP  | NP  | 13  | Ret | Ret | 15  | 0   |
| 23  | Brendon Hartley    | 39  | Toro Rosso  | NP  | NP  | NP  | NP  | NP  | NP  | NP  | NP  | NP  | NP  | NP  | NP  | NP  | NP  | NP  | NP  | 13  | Ret | Ret | 15  | 0   |
| -   | Jenson Button      | 22  | McLaren     | NP  | NP  | NP  | NP  | NP  | Ret | NP  | NP  | NP  | NP  | NP  | NP  | NP  | NP  | NP  | NP  | NP  | NP  | NP  | NP  | 0   |
| -   | Paul di Resta      | 40  | Williams    | NP  | NP  | NP  | NP  | NP  | NP  | NP  | NP  | NP  | NP  | Ret | NP  | NP  | NP  | NP  | NP  | NP  | NP  | NP  | NP  | 0   |

| Cor        | Resultado             |
| ---------- | --------------------- |
| Ouro       | Vencedor              |
| Prata      | 2.º lugar             |
| Bronze     | 3.º lugar             |
| Verde      | Terminou, nos pontos  |
| Azul       | Terminou, sem pontos  |
| Púrpura    | Ret – Retirou-se      |
| Vermelho   | NQ – Não qualificado  |
| Preto      | DSQ – Desqualificado  |
| Branco     | NL – Não largou       |
| Branco     | C – Corrida cancelada |
| Azul claro | AT – Apenas Treino    |
| Sem cor    | NP – Não participou   |
| Sem cor    | Les – Lesionado       |
| Sem cor    | EX – Excluído         |

Notas:
- † — Pilotos que não terminaram o Grande Prêmio mas foram classificados pois completaram 90% da corrida.